# Palazzo Caprini

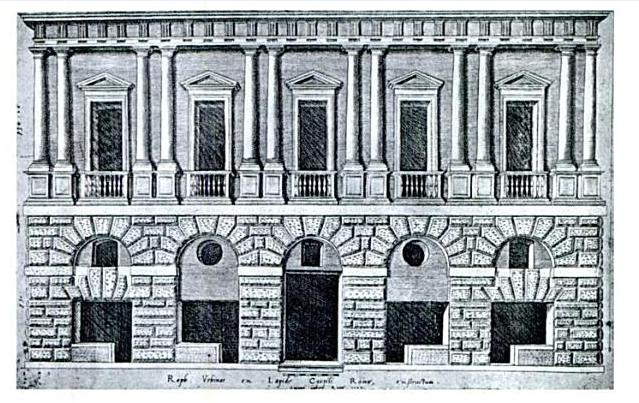
Gravura do século XVI do Palazzo Caprini.

Palazzo Caprini era um importante palácio renascentista que ficava localizado no rione do Borgo, em Roma, numa esquina entre a Piazza Scossacavalli e a Via Alessandrina, que havia sido criada por ocasião do Jubileu de 1500. Projetado por Bramante, foi construído entre 1501 e 1510 para o protonotário apostólico viterbense Adriano de Caprinis. Foi o primeiro exemplo do chamado "palazzetto alla romana", um tipo de habitação concebida pelo próprio Bramante e destinada a figuras menores que gravitavam em torno do papa que não podiam pagar grandes palácios.
O Palazzo Caprini era conhecido também como "Palácio de Rafael" (em italiano:  Palazzo di Raffaello) ou "Casa de Rafael", pois foi adquirido por Rafael em 1517, que viveu ali até sua morte em 1520.

## História
No final do século XV, uma casa conhecida como "della stufa" ficava no canto noroeste da pequena Piazza Scossacavalli no Borgo. Uma "stufa" (da palavra alemã stube) era algo entre um banho romano e uma sauna, geralmente frequentada por artistas que podiam rabiscar livremente seus nus ali. Em 1500, a casa foi vendida para o protonotário apostólico Adriano (ou Alessandro) de Caprineis, da nobre família Caprini de Viterbo. Durante estes anos, o papa Alexandre VI Bórgia (r. 1492-1503) está envolvido em um projeto para abrir uma nova via entre o Castel Sant'Angelo e a Antiga Basílica de São Pedro. Esta via seria conhecida como Via Alessandrina por causa do papa e, mais tarde, Borgo Nuovo e foi inaugurada em 1500. Os que demonstraram interesses em construir edifícios com pelo menos cinco canne (11 metros) de altura ao longo da nova via receberam privilégios especiais, como isenções fiscais. Os Caprini cumpriram este requisito comprando uma parte de uma outra casa perto da della stufa e construíram ali um pequeno palácio projetado por Donato Bramante. O edifício ainda estava incompleto em 7 de outubro de 1517 quando a família o vendeu por 3 000 ducados para o artista e arquiteto Rafael, que completou a obra e viveu ali os últimos três anos de sua vida. Ele pintou no palácio a "Transfiguração" e faleceu num dos aposentos em 6 de abril de 1520.
Depois da morte de Rafael, o edifício foi vendido para o cardeal de Ancona, Pietro Accolti, que já era proprietário de outro palácio na Via Alessandrina separado do Palazzo Caprini por uma casa que ele próprio comprou mais tarde. Depois da morte de Accolti, o palácio foi herdado por seu sobrinho Benedetto, cardeal de Ravena. Acusado de corrupção, o cardeal foi preso no Castel Sant'Angelo em 1534 e só saiu depois de pagar uma multa de 59 000 escudos para a Câmara Apostólica. O cardeal teve que tomar emprestada esta soma gigantesca dos banqueiros florentinos Giulio e Lorenzo Strozzi, que mais tarde adquiriram o palácio por 6 000 escudos como um reembolso parcial do empréstimo. Porém, o cardeal se reservou o direito de recomprar o edifício depois de pagar seus débitos, o que levou a um processo judicial entre seus herdeiros e os herdeiros da família Strozzi. Estes últimos venceram, mas, em 1576, acabaram sendo forçados a vender o palácio — já em ruínas e com as paredes escoradas — para o cardeal Giovanni Francesco Commendone.
O edifício foi incorporado pelo Palazzo dei Convertendi e a casa no jardim foi destruída em 1848. O novo palácio foi demolido em 1938 por causa das obras necessárias para a abertura da Via della Conciliazione e reconstruído ao longo da nova avenida. Apesar disto, o Palazzo Caprini foi um importante protótipo da arquitetura civil renascentista e do classicismo em geral.
As características do edifício são conhecidas através de uma única gravura realizada por Antonio Lafréry e de um desenho com uma vista parcial de esquina, atualmente atribuído a Palladio.

## Estilo
O Palazzo Caprini é conhecido apenas através de gravuras e desenhos feitos por contemporâneos, incluindo uma gravura de Antoine Lafréry em 1549, desenhos de Jean de Cheveniéres e Andrea Palladio por volta de 1541, de Domenico Alfani, no natal de 1581, e de Ottavio Mascherino e finalmente um afresco nos apartamentos do papa Gregório XIII no Vaticano pintados por Antonio Tempesta e Matthijs Bril representando a translação para a Basílica de São Pedro do corpo de São Gregório de Nazianzo. Além disto, uma extensiva avaliação do palácio foi realizada pouco antes de sua demolição em 1937 foi descoberta recentemente, o que forneceu detalhes preciosos sobre suas diferentes fases de construção. Segundo o desenho de Lafréry, o edifício original tinha três janelas na Piazza Scossacavalli e cinco no Borgo Nuovo. Segundo a avaliação da década de 1930, a fachada principal era a do Borgo Nuovo, com três janelas ao longo da Piazza Scossacavalli e duas no Borgo Nuovo. Neste caso, o desenho de Lafréry pode ser considerado uma idealização do edifício, o que não seria um caso isolado em suas obras.
O edifício tinha dois pisos, o mais baixo era rusticado (tratado à bossagem), com os silhares obtidos através de um processo conhecido como "di getto", que envolvia misturar pozzolana, cal e outros materiais numa forma. O portal e as portas das lojas, encimadas por arcos que com pequenas janelas de um mezzanino, se abriam na rusticação. O piso inferior servia de pódio para o superior, em ordem dórica, marcado por colunas com um entablamento completo, com arquitrave e friso decorados com tríglifos e métopes. No espaçamento entre as colunas estavam encaixadas balaustradas. No alto do edifício havia um sótão de serviço cujas janelas se abriam no friso dórico do entablamento.

## Influência
O edifício representou uma nova tipologia no projeto dos palácios residenciais, repetida nos decênios seguintes por seus alunos e seguidores em Roma —Palazzo Branconio dell'Aquila (Rafael) e Palazzo Vidoni Caffarelli (Lorenzo Lotti , um aluno de Rafael) — até se tornar um modelo assumido por vários arquitetos do século XVI — Palazzo Porto (Palladio) e o Palazzo Uguccioni (Florença) — e dos séculos subsequentes.
Este design foi muito influente e serviu de modelo padrão para a integração de um piso térreo rusticado com aberturas arcadas, característica dos palácios florentinos alla antica do século XVI, como o Palazzo Pitti, com as ordens clássicas. A inclusão decorativa de grandes voussoirs e pedras angulares no lugar de um lintel sobre a parte superior das aberturas retangulares inferiores que serviam como lojas e oficinas nos cantos também foi uma técnica que teve um grande futuro. A força aparente de uma arcada cega com poderosos voussoirs num piso inferior rusticado fornecia um apoio tranquilizador para as colunas dóricas gêmeas que estavam apoiadas sobre pilares rusticados assentados numa parede lisa. Entre os muitos edifícios que apresentam variações sobre este design estão a Somerset House em Londres.
Sua técnica de rusticação foi rapidamente adotada em Roma e o edifício, inspirado pela arquitetura da Roma Antiga, foi logo imitado (por exemplo no Palazzo Massimo alle Colonne, erigido em 1532 por Baldassare Peruzzi. Apesar disto, o Palazzo Caprini rapidamente se arruinou por causa do abandono. Num desenho de 1581, a rusticação no andar térreo já havia desaparecido e, depois de 1585, as duas fachadas assumiram um pronunciado visual maneirista.